# Ataşehir Belediyespor
Ataşehir Belediye Spor Kulübü, kurz Ataşehir Belediyespor, ist ein türkischer Fußballverein aus dem Istanbuler Stadtteil Ataşehir. Er wurde 2007 gegründet und ist hauptsächlich durch seine Frauenfußballabteilung bekannt, die seit der Saison 2009/10 in der Bayanlar Futbol Ligi, der höchsten Liga im türkischen Frauenfußball, spielt.

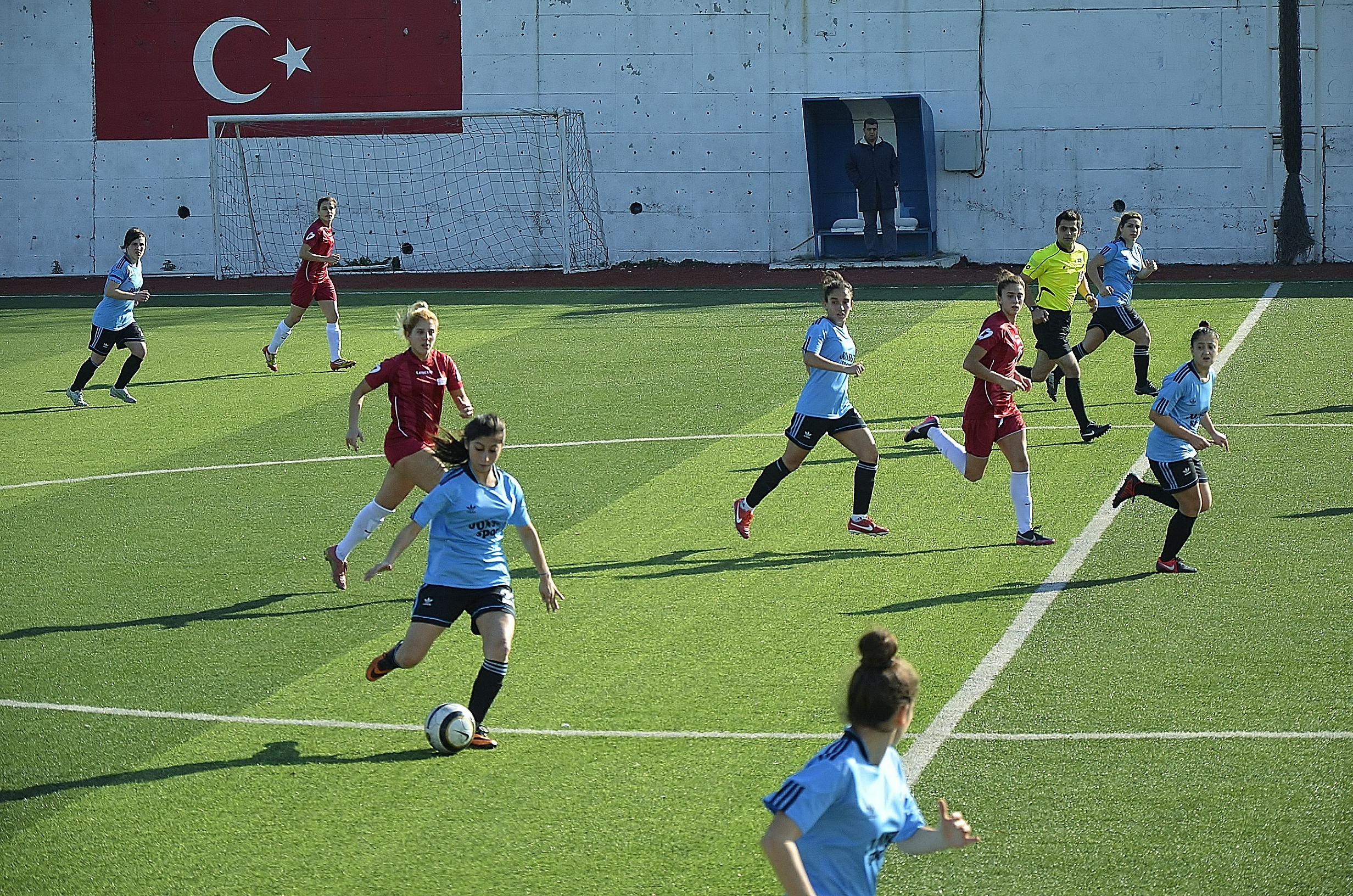
Ataşehir Belediyespor (rote Trikots) in einem Ligaspiel im Januar 2014.

## Geschichte
Der Verein wurde 2007 als Hochschulmannschaft unter dem Namen Ümraniye Mevlana Lisesi SK gegründet und nahm nach finanziellen Schwierigkeiten und einem Besitzerwechsel im Jahr 2009 den heutigen Namen an. Im gleichen Jahr gelang dem Frauenteam mit der Meisterschaft in der zweiten türkischen Liga erstmals der Aufstieg in die Bayanlar Futbol Ligi.
Nach einem vierten Platz in der Saison 2009/10 konnte der Verein in den Spielzeiten 2010/11 und 2011/12 jeweils die türkische Meisterschaft erringen und trat somit in den Jahren 2011 und 2012 in der Qualifikation zur UEFA Women’s Champions League an, wo man sich jedoch nicht für die erste Hauptrunde qualifizieren konnte.

## Stadion
Heimspielort von Ataşehir Belediyespor ist das Yenisahra-Stadion in Ataşehir, das über einen Kunstrasenplatz verfügt und 1.500 Zuschauern Platz bietet.

## Bekannte Spielerinnen
Seit dem Erstligaaufstieg stehen beziehungsweise standen eine Vielzahl türkischer Nationalspielerinnen unter Vertrag, darunter die in Deutschland geborene Fatma Kara. Zu den bekanntesten ausländischen Nationalspielerinnen Ataşehirs zählen die Nigerianerinnen Onome Ebi und Desire Oparanozie sowie die US-Amerikanerin Danesha Adams.

## Erfolge
- Türkische Meisterschaft: 2011, 2012, 2018

## Europapokalbilanz
| Wettbewerb                            | Runde                                | Gegner               | Spiel |
| ------------------------------------- | ------------------------------------ | -------------------- | ----- |
| UEFA Women’s Champions League 2011/12 | Qualifikation - Gruppe 4 in Sarajevo | Gintra Universitetas | 1:1   |
| UEFA Women’s Champions League 2011/12 | Qualifikation - Gruppe 4 in Sarajevo | SFK 2000 Sarajevo    | 1:4   |
| UEFA Women’s Champions League 2011/12 | Qualifikation - Gruppe 4 in Sarajevo | CFF Olimpia Cluj     | 1:4   |
| UEFA Women’s Champions League 2012/13 | Qualifikation - Gruppe 1 in Beltinci | Gintra Universitetas | 3:2   |
| UEFA Women’s Champions League 2012/13 | Qualifikation - Gruppe 1 in Beltinci | FC Zürich            | 0:4   |
| UEFA Women’s Champions League 2012/13 | Qualifikation - Gruppe 1 in Beltinci | ŽNK Pomurje Beltinci | 2:4   |
| UEFA Women’s Champions League 2018/19 | Qualifikation - Gruppe 4 in Budapest | Slavia Prag          | 2:7   |
| UEFA Women’s Champions League 2018/19 | Qualifikation - Gruppe 4 in Budapest | MTK Budapest FC      | 2:2   |
| UEFA Women’s Champions League 2018/19 | Qualifikation - Gruppe 4 in Budapest | KFF Mitrovica        | 6:1   |

Gesamtbilanz: 9 Spiele, 2 Siege, 2 Unentschieden, 5 Niederlagen, 18:29 Tore (Tordifferenz −11)
|}